# Mistrz z Frankfurtu
Mistrz z Frankfurtu – renesansowy artysta niderlandzki czynny w Antwerpii w latach 1480 – 1520 identyfikowany z Hendrikiem van Wueluwe czynnym w latach 1483- 1533 lub Janem de Vosem.
Jego miano pochodzi od ołtarzy, jakie wykonał w latach 1510-1518 dla zleceniodawców z Frankfurtu: Rodziny św. Anny dla kościoła Dominikanów oraz Ukrzyżowania dla rodziny Humbrachta.

## Życie i działalność artystyczna
Jego styl wzorowany był na pracach Weydena i Goesa. Ten ostatni był prawdopodobnie jego ostatnim nauczycielem. Był członkiem antwerpskiej gildii św. Łukasza, w której sześciokrotnie był wybierany dziekanem.

## Przypisywane prace

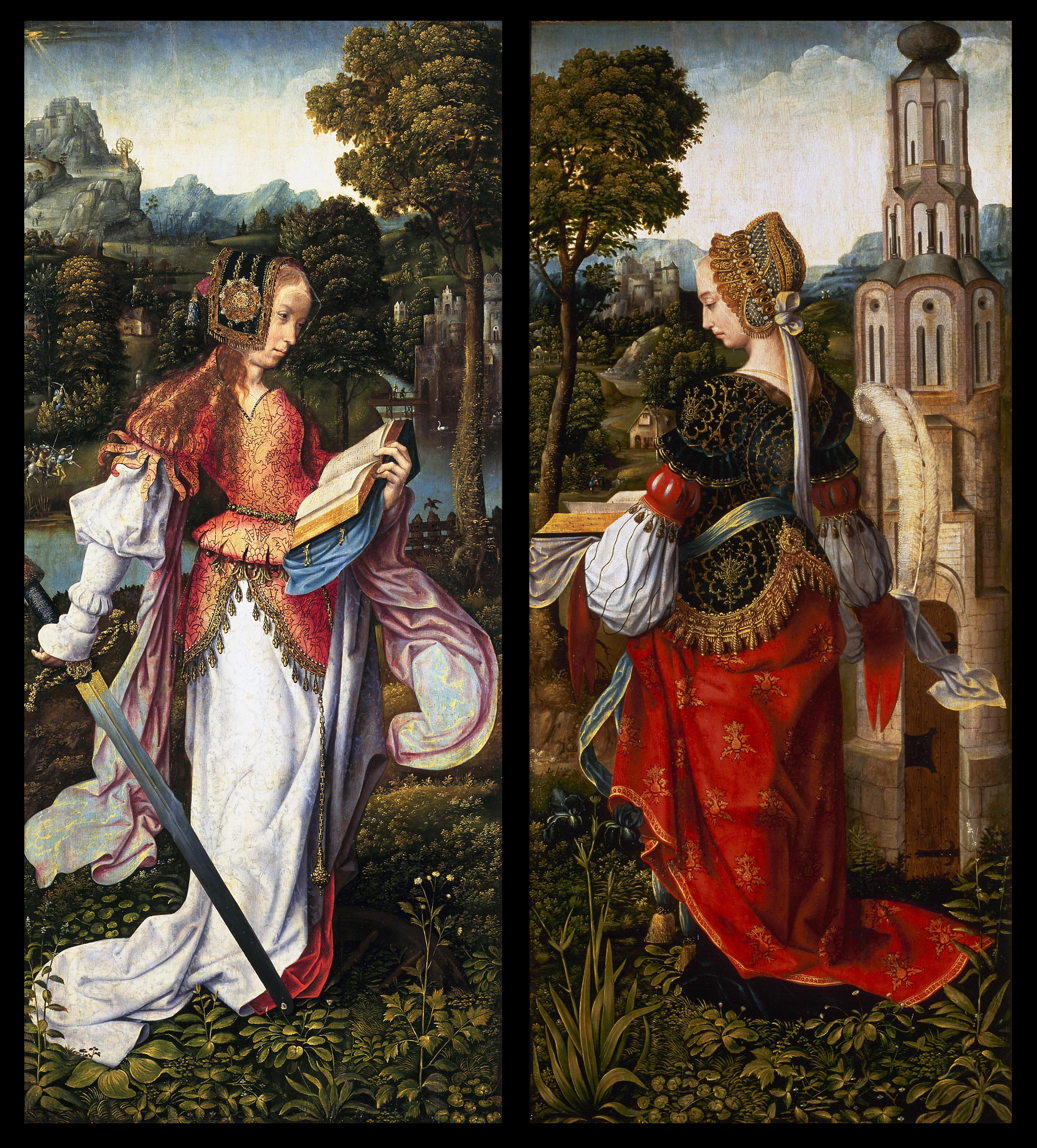
Skrzydła tryptyku Święta Rodzina z muzykującymi aniołami z muzeum Mauritshuis